# Tony Iommi
Anthony Frank Iommi Jr. (ur. 19 lutego 1948 w Birmingham) – angielski muzyk, gitarzysta i producent, lider i współzałożyciel zespołu Black Sabbath.
Jego gra na gitarze ma znaczący wpływ na wielu gitarzystów. Wśród muzyków którzy wymieniają go jako źródło inspiracji są między innymi Jeff Hanneman (Slayer), Dimebag Darrell (Pantera), Slash, Scott Ian (Anthrax), Zakk Wylde (Ozzy Osbourne, Black Label Society), Tom Morello (Rage Against the Machine), Billy Corgan (The Smashing Pumpkins), Kim Thayil (Soundgarden), Jerry Cantrell (Alice in Chains), oraz Nick Oliveri (Kyuss, Queens of the Stone Age).

## Życiorys
Urodził się w rodzinie włoskich emigrantów: Sylvii Marii (z domu Valenti, urodzonej w Palermo) i Anthony’ego Franka Iommi. Matka prowadziła sklep, a ojciec był z zawodu stolarzem.
Iommi, zanim został gwiazdą muzyki, pracował w hucie w rodzinnym Birmingham. Ostatniego dnia pracy, przed wyruszeniem ze swoim ówczesnym zespołem na trasę koncertową, został przesunięty do pracy na gilotynie do cięcia metalu. W czasie pracy obciął sobie opuszki dwóch palców (środkowego i serdecznego) u prawej ręki. Leworęczny muzyk używał palców prawej dłoni do przyciskania strun, więc by móc grać skonstruował sam nakładki ze starej kurtki skórzanej i wosku. Obecnie w czasie gry używa specjalnych nakładek na palce. Wydarzenie znacząco wpłynęło na grę Iommiego. Gra sprawiała mu ból, więc obniżył strój gitary, a niestabilność prowizorycznych nakładek na opuszki palców i utrata zręczności spowodowały, że nie mógł grać szybkich riffów, więc musiał jak najlepiej wykorzystać proste akordy i zwiększył głośność gry. Wszystko to dało nowy rodzaj brzmienia, który stał się charakterystyczny dla muzyki Black Sabbath.
W 1969 roku odszedł z Black Sabbath na dwa tygodnie i przyłączył się do Jethro Tull, lecz potem wrócił, gdyż muzyka tamtego zespołu nie była stricte gitarowa. Zdążył jednak wziąć udział razem z Jethro Tull w projekcie grupy The Rolling Stones pod nazwą „Rock’n’Roll Circus” obok między innymi Johna Lennona i The Who. Po powrocie do Black Sabbath skupił się na tworzeniu materiału na pierwszą płytę tej grupy. W skład oprócz Iommiego wchodzili John ‘Ozzy’ Osbourne (wokal), Terry ‘Geezer’ Butler (gitara basowa) i Bill Ward (perkusja). Był jej jedynym członkiem, który przetrwał wszystkie zmiany zachodzące w składzie zespołu. Jest autorem wszystkich najbardziej znanych riffów gitarowych, z jakich zasłynął zespół Black Sabbath, m.in. „Paranoid”, „Iron Man”, „War Pigs”, „Children of the Grave” i „Sabbath Bloody Sabbath”. W ramach zespołu współpracował z wieloma wokalistami rockowymi, m.in. takimi jak Ronnie James Dio, Ian Gillan, Glenn Hughes, Tony Martin czy Rob Halford.
W 1985 roku postanowił nagrać solową płytę, która jednak ze względów kontraktowych pojawiła się na rynku pod szyldem Black Sabbath featuring Tony Iommi na początku 1986 roku, pod tytułem Seventh Star. W roku 2005 z wokalistą Glennem Hughesem nagrał album Fused.
W 1992 roku wziął udział w The Freddie Mercury Tribute Concert ogromnym koncercie, który miał na celu oddać hołd zmarłemu kilka miesięcy wcześniej frontmanowi grupy Queen – Freddiemu Mercuremu.
W 2003 został sklasyfikowany na 86. miejscu listy 100 najlepszych gitarzystów wszech czasów magazynu Rolling Stone. Z kolei w 2004 roku muzyk został sklasyfikowany na 1. miejscu listy 100 najlepszych gitarzystów heavymetalowych wszech czasów magazynu Guitar World.

## Publikacje
- Iron Man: My Journey through Heaven and Hell with Black Sabbath, 2012, Da Capo Press, ISBN 978-0-306-82145-5.

## Wybrana dyskografia
Albumy
| 2000                           | Iommi - Data: 17 października 2000 - Wydawca: Divine Records/Priority Records                   | –  | –  | 43 | 129 | –   |
| 2004                           | The 1996 DEP Sessions (oraz Glenn Hughes) - Data: 28 września 2004 - Wydawca: Sanctuary Records | –  | –  | –  | –   | 239 |
| 2005                           | Fused (oraz Glenn Hughes) - Data: 12 lipca 2005 - Wydawca: Sanctuary Records                    | 39 | 43 | 92 | –   | 143 |
| „–” pozycja nie była notowana. |                                                                                                 |    |    |    |     |     |

## Filmografia
| Rok  | Tytuł                              | Uwagi                                                 |
| ---- | ---------------------------------- | ----------------------------------------------------- |
| 2001 | We Sold Our Souls for Rock 'n Roll | film dokumentalny, reżyseria: Penelope Spheeris       |
| 2005 | Metal: A Headbanger’s Journey      | film dokumentalny, reżyseria: Sam Dunn, Scot McFayden |
| 2007 | Highway Star: A Journey in Rock    | film dokumentalny, reżyseria: Craig Hooper            |
| 2010 | Heavy Metal Britannia              | film dokumentalny, reżyseria: Chris Rodley            |

## Nagrody i wyróżnienia
| Rok  | Kategoria      | Nagroda                     | Uwagi     |
| ---- | -------------- | --------------------------- | --------- |
| 2010 | Best Guitarist | Revolver Golden Gods Awards | Nominacja |